# Зыгмунтув (Люблинское воеводство)
Зыгму́нтув (пол.  Zygmuntów) —  село в Польше на территории гмины Рыбчевице Свидникского повета Люблинского воеводства.

## География
Село находится в 7 км. от административного центра гмины Рыбчевице, 30 км. от города Свидник и 38 км. от Люблина.

## История
С 1975 по 1998 год село входило в упразднённое Люблинское воеводство.